# Dīmītrīs Stamou
Dīmītrīs Stamou (in greco Δημήτρης Στάμου?; Salonicco, 27 aprile 1991) è un calciatore greco, centrocampista svincolato.

## Carriera

### Club
Ha giocato nella massima serie greca.

### Nazionale
Conta 5 presenze con la nazionale greca Under-21.

## Statistiche

### Presenze e reti nei club
Statistiche aggiornate all'11 gennaio 2022.
| Stagione         | Squadra          | Campionato       | Campionato | Campionato | Coppe nazionali | Coppe nazionali | Coppe nazionali | Coppe continentali | Coppe continentali | Coppe continentali | Altre coppe | Altre coppe | Altre coppe | Totale | Totale |
| Stagione         | Squadra          | Comp             | Pres       | Reti       | Comp            | Pres            | Reti            | Comp               | Pres               | Reti               | Comp        | Pres        | Reti        | Pres   | Reti   |
| ---------------- | ---------------- | ---------------- | ---------- | ---------- | --------------- | --------------- | --------------- | ------------------ | ------------------ | ------------------ | ----------- | ----------- | ----------- | ------ | ------ |
| 2010-2011        | Īraklīs          | SL               | 3          | 0          | CG              | 0               | 0               |                    | -                  | -                  |             | -           | -           | 3      | 0      |
| 2011-2012        | PAOK             | SL               | 0          | 0          | CG              | 0               | 0               | UEL                | 0                  | 0                  |             | -           | -           | 0      | 0      |
| 2012-gen. 2013   | PAOK             | SL               | 0          | 0          | CG              | 0               | 0               | UEL                | 0                  | 0                  |             | -           | -           | 0      | 0      |
| gen.-mag. 2013   | Kerkyra          | SL               | 7          | 0          | CG              | 1               | 0               |                    | -                  | -                  |             | -           | -           | 8      | 0      |
| 2013-2014        | PAOK             | SL               | 0          | 0          | CG              | 0               | 0               | UCL+UEL            | 0                  | 0                  |             | -           | -           | 0      | 0      |
| Totale PAOK      | Totale PAOK      | Totale PAOK      | 0          | 0          |                 | 0               | 0               |                    | 0                  | 0                  |             | -           | -           | 0      | 0      |
| 2014-2015        | Īraklīs          | FL               | 13+1       | 0          | CG              | 8               | 0               |                    | -                  | -                  |             | -           | -           | 22     | 0      |
| 2015-2016        | Īraklīs          | SL               | 14         | 0          | CG              | 3               | 0               |                    | -                  | -                  |             | -           | -           | 17     | 0      |
| 2016-2017        | Īraklīs          | SL               | 18         | 1          | CG              | 2               | 0               |                    | -                  | -                  |             | -           | -           | 20     | 1      |
| Totale Īraklīs   | Totale Īraklīs   | Totale Īraklīs   | 46         | 1          |                 | 13              | 0               |                    | -                  | -                  |             | -           | -           | 59     | 1      |
| 2017-2018        | Platanias        | SL               | 15         | 0          | CG              | 0               | 0               |                    | -                  | -                  |             | -           | -           | 15     | 0      |
| 2018-2019        | Īraklīs          | FL               | 12         | 0          | CG              | 1               | 0               |                    | -                  | -                  |             | -           | -           | 13     | 0      |
| 2019-2020        | Veria 1960       | FL               | 16         | 0          | CG              | 2               | 0               |                    | -                  | -                  |             | -           | -           | 18     | 0      |
| 2020-2021        | Veria 1960       | FL               | 5          | 0          |                 | -               | -               |                    | -                  | -                  |             | -           | -           | 5      | 0      |
| Totale NPS Veria | Totale NPS Veria | Totale NPS Veria | 21         | 0          |                 | 2               | 0               |                    | -                  | -                  |             | -           | -           | 23     | 0      |
| 2021-2022        | Olympiakos Volos | SL2              | 0          | 0          | CG              | 1               | 1               |                    | -                  | -                  |             | -           | -           | 1      | 1      |
| Totale carriera  | Totale carriera  | Totale carriera  | 104        | 1          |                 | 18              | 1               |                    | -                  | -                  |             | -           | -           | 122    | 2      |

## Palmarès

### Club

#### Competizioni nazionali
- Souper Ligka Ellada 2: 1

Larissa: 2024-2025 (girone A)